# Chicago P.D. (seizoen 8)
Dit artikel vat het achtste seizoen van Chicago P.D. samen. Dit seizoen liep van 11 november 2020 tot en met 26 mei 2021.

## Rolverdeling

### Hoofdrollen
- Jason Beghe - brigadier Henry "Hank" Voight
- Amy Morton - brigadier Trudy Platt
- Jesse Lee Soffer - rechercheur Jay Halstead
- Tracy Spiridakos - rechercheur Hailey Upton
- Patrick Flueger - agent Adam Ruzek
- Marina Squerciati - agente Kim Burgess
- LaRoyce Hawkins - agent Kevin Atwater

### Terugkerende rollen
- Nicole Ari Parker - plaatsvervangend hoofdinspecteur Samantha Miller
- Cleveland Berto - agent Andre Cooper
- Elena Marisa Flores - agente Rosado
- Jack Coleman - Disco Bob Ruzek
- Ramona Edith Williams - Makayla Ward
- Jocelyn Zamudio - Elena Sanchez

## Afleveringen
| 149 | 1 | Fighting Ghosts | Eriq La Salle | Rick Eid Gavin Harris | Alejandro Hernandez - Roberto Diaz Whitney Johnson - Lisa Page Kelli Simpkins - staatsadvocaat Brent Sexton - brigadier Kenny | 11 november 2020 |                     |                    |                          |                              |                                 | |                                  | |
| Voight en zijn team zijn druk bezig zich aan te passen aan de interne politieveranderingen en Covid-19. Het team moet zich dan richten op een schietpartij waarbij een vijfjarige kind betrokken is. Voight ontmoet zijn nieuwe baas, plaatsvervangend hoofdinspecteur Samantha Miller. Na de politiegeweld waarbij Atwater betrokken was weigert hij een fysieke confrontatie met de verdachte, dit tot ongenoegen van Voight. Later loopt de discussie tussen Atwater en Voight helemaal uit de hand over hoe de politie verdachten benaderd. Voight deelt hem dan mee dat hij een andere baan kan zoeken als hij bij zijn standpunt blijft. Nadat Atwater het bureau verlaat wordt hij door onbekende personen aangevallen, en moet moeite doen om bijstand te krijgen.                                                                         | | | | | | |                     |                    |                          |                              |                                 | |                                  | |
| 150 | 2 | White Knuckle | Nicole Rubio | Gwen Sigan | Gino Anthony Pesi - Eric McKenzie Kylen Davis - Jordan Atwater Cole Doman - Billy Braddem Timothy Edward Kane - raadslid Braddem Brent Sexton - brigadier Kenny | 18 november 2020 |                     |                    |                          |                              |                                 | |                                  | |
| Wanneer de zoon van een lokale en hoog gerespecteerde raadslid verdacht wordt van een moord, probeert Miller Voight aan te zetten tot een snelle en stille veroordeling van de verdachte om zo zijn vader uit de wind te houden in de publieke opinie. Ondertussen hebben Atwater en Voight nog steeds een meningsverschil over zijn ervaringen in het politiekorps. De aanvallen van brigadier Nolan op Atwater beginnen nu toch te ontsporen, wanneer Ruzek gewond raakt als hij geen bijstand krijgt bij een oproep waar Atwater betrokken is. Atwater moet nu een keuze maken tussen het accepteren van een deal dat zijn carrière kan kosten, maar hij kiest voor een derde optie. Deze houdt in dat hij Nolan en de politie aanklaagt wanneer de aanvallen op hem doorgaan, en de personen die hiermee te maken hebben buiten schot blijven. | | | | | | |                     |                    |                          |                              |                                 | |                                  | |
| 151 | 3 | Tender Age | Eriq La Salle | Gwen Sigan | Richard Brooks - inspecteur Mike Carey Jade Radford - Nia Benson Byron Coolie - Marv | 3 januari 2021 |                     |                    |                          |                              |                                 | |                                  | |
| Burgess en Ruzek zijn bezig met patrouille en ontdekken dan een klein meisje dat alleen door de straten loopt. Dan ontdekken zij dat haar ouders vermoordt zijn, en dat zij de enige getuige is. Na enige moeite lukt het Burgess om contact met haar te krijgen. Het team ontdekt dan dat de biologische vader van het meisje verantwoordelijk is voor de moorden, en de reden was om voogdij over het meisje wilde krijgen. Na de arrestatie neemt Burgess afscheid van het meisje en hij biecht later bij Ruzek op dat zij nog steeds moeder wil worden maar dat hij twijfelt over haar geschiktheid hiervoor. Upton krijgt een aanbieding voor een baan bij de FBI, maar wijst deze af en bekent aan Halstead romantische gevoelens voor hem te hebben wat hij beantwoordt door haar te kussen.                                                | | | | | | |                     |                    |                          |                              |                                 | |                                  | |
| 152 | 4 | Unforgiven | Chad Saxton | Rick Eid Gavin Harris | Mat Vairo - Zach Silver Annelise Cepero - Maria Guerra Chris Corres - Marco Perez Meghan Maureen McDonough - Dana Blaine | 27 januari 2021 |                     |                    |                          |                              |                                 | |                                  | |
| Het team onderzoekt de moord op een Chicago politieagent, en Upton ontdekt dan tijdens een onderzoek op een verdachte dat deze al langer een strijd had met het slachtoffer. Surveillancefoto’s leidt het onderzoek naar een slachtoffer van melding van huiselijk geweld waar het slachtoffer bij assisteerde. De aanstichter van het huiselijk geweld blijkt dan de ware dader van de moord. Ondertussen raakt de verhouding tussen Halstead en Upton in een stroomversnelling. Upton krijgt dan bericht dat haar vervreemde vader een medische noodgeval heeft ondergaan, maar wil toch geen contact met hem opzoeken door hun geschiedenis van mishandeling. | | | | | | |                     |                    |                          |                              |                                 | |                                  | |
| 153 | 5 | In Your Care | Charles S. Carroll | Gwen Sigan | Matt Gomez Hidaka - Miguel Reyes Adenike Thomas - Alanah Mercer Nora Caroll - Cathy Ward Lydia Berger Gray - Jessica Ramirez | 3 februari 2021 |                     |                    |                          |                              |                                 | |                                  | |
| Wanneer er diverse gewelddadige carjackings plaatsvinden gaat het team op onderzoek uit, en ontdekken dat de daders gezocht moeten worden bij een groep pleegkinderen en bendeleden van een prostitutiebende die de pleegzorg ontgroeit zijn. Burgess arresteert een verdachte uit deze kringen en hoort van deze dat de tieners deze misdaden plegen om zo een betere toekomst te krijgen, en begint toch sympathie voor hen te krijgen en krijgt twijfels over het huidige systeem. Ondertussen ontdekt Burgess dat Makayla (het meisje dat zij twee afleveringen geleden heeft geholpen) niet de juiste zorg krijgt van haar neef, en neemt dan een impulsieve en drastische beslissing wat haar leven radicaal kan veranderen. | | | | | | |                     |                    |                          |                              |                                 | |                                  | |
| 154 | 6 | Equal Justice | Eric Laneuville | Daniel Arkin | Lawrence Gilliard jr. - Latrell Wade Julian Parker - Dante Rashard David Folsom - Gil Durham Kizzmett Pringle - Sara Moore Whitney Tate - Erika Moore | 10 februari 2021 |                     |                    |                          |                              |                                 | |                                  | |
| Bij een operatie van het team wordt hun cover onthult bij het vinden van een man die heroïne verkoopt. De man onthult dat hij voor een bende wekt om zo uit te vinden wie daar verantwoordelijk is voor de moord op zijn zoon. Halstead ontdekt dan dat de moord van de zoon waarschijnlijk niets te maken heeft met deze bende, maar dat de oorzaak in een relatie ligt. | | | | | | |                     |                    |                          |                              |                                 | |                                  | |
| 155 | 7 | Instinct | Chad Saxton | Scott Gold | Michael Drayer - Tommy Charles Halford - Logan Teague Tony Demil - Keith Monahan Emma Jo Boyden - Isabel Lane | 17 februari 2021 |                     |                    |                          |                              |                                 | |                                  | |
| Wanneer er diverse drugsdealers vermoordt worden nadat zij in een hinderlaag waren gelokt, gaat het team op onderzoek uit. Ruzek roept de hulp in van een van zijn informanten die weet hoe de lokale bendes werken. Ruzek ontdekt dan al snel dat zijn informant niet zo betrouwbaar is als eerst gedacht, en dat hij de hele operatie in gevaar kan brengen. | | | | | | |                     |                    |                          |                              |                                 | |                                  | |
| 156 | 8 | Protect and Serve | Eriq La Salle | Gwen Sigan Ike Smith | Kai A. Ealy - T.J. Jones Michael Rispoli - agent Dave Wheelan Christine Bunuan - ondervrager Diamond Simmons-James - Antoinette | 10 maart 2021 |                     |                    |                          |                              |                                 | |                                  | |
| Miller verzoekt het team om een politieagent te arresteren die verantwoordelijk wordt geacht voor de dood van een jonge zwarte man bij een routine verkeerscontrole. Het voorval werd gefilmd en op sociaal media gezet, en nadat dit breed wordt bekeken worden Ruzek en Atwater aangevallen in een politiegebouw. Dit zorgt ervoor dat Voight bang is dat dit van binnen uit het politiekorps komt. Ruzek en Atwater krijgen een heftige discussie over het hele gebeuren, en de verdachte agent blijft zeggen dat hij uit zelfverdediging handelde. {{Episodelijst | Miller verzoekt het team om een politieagent te arresteren die verantwoordelijk wordt geacht voor de dood van een jonge zwarte man bij een routine verkeerscontrole. Het voorval werd gefilmd en op sociaal media gezet, en nadat dit breed wordt bekeken worden Ruzek en Atwater aangevallen in een politiegebouw. Dit zorgt ervoor dat Voight bang is dat dit van binnen uit het politiekorps komt. Ruzek en Atwater krijgen een heftige discussie over het hele gebeuren, en de verdachte agent blijft zeggen dat hij uit zelfverdediging handelde. {{Episodelijst | Miller verzoekt het team om een politieagent te arresteren die verantwoordelijk wordt geacht voor de dood van een jonge zwarte man bij een routine verkeerscontrole. Het voorval werd gefilmd en op sociaal media gezet, en nadat dit breed wordt bekeken worden Ruzek en Atwater aangevallen in een politiegebouw. Dit zorgt ervoor dat Voight bang is dat dit van binnen uit het politiekorps komt. Ruzek en Atwater krijgen een heftige discussie over het hele gebeuren, en de verdachte agent blijft zeggen dat hij uit zelfverdediging handelde. {{Episodelijst | Miller verzoekt het team om een politieagent te arresteren die verantwoordelijk wordt geacht voor de dood van een jonge zwarte man bij een routine verkeerscontrole. Het voorval werd gefilmd en op sociaal media gezet, en nadat dit breed wordt bekeken worden Ruzek en Atwater aangevallen in een politiegebouw. Dit zorgt ervoor dat Voight bang is dat dit van binnen uit het politiekorps komt. Ruzek en Atwater krijgen een heftige discussie over het hele gebeuren, en de verdachte agent blijft zeggen dat hij uit zelfverdediging handelde. {{Episodelijst | Miller verzoekt het team om een politieagent te arresteren die verantwoordelijk wordt geacht voor de dood van een jonge zwarte man bij een routine verkeerscontrole. Het voorval werd gefilmd en op sociaal media gezet, en nadat dit breed wordt bekeken worden Ruzek en Atwater aangevallen in een politiegebouw. Dit zorgt ervoor dat Voight bang is dat dit van binnen uit het politiekorps komt. Ruzek en Atwater krijgen een heftige discussie over het hele gebeuren, en de verdachte agent blijft zeggen dat hij uit zelfverdediging handelde. {{Episodelijst | Miller verzoekt het team om een politieagent te arresteren die verantwoordelijk wordt geacht voor de dood van een jonge zwarte man bij een routine verkeerscontrole. Het voorval werd gefilmd en op sociaal media gezet, en nadat dit breed wordt bekeken worden Ruzek en Atwater aangevallen in een politiegebouw. Dit zorgt ervoor dat Voight bang is dat dit van binnen uit het politiekorps komt. Ruzek en Atwater krijgen een heftige discussie over het hele gebeuren, en de verdachte agent blijft zeggen dat hij uit zelfverdediging handelde. {{Episodelijst | Miller verzoekt het team om een politieagent te arresteren die verantwoordelijk wordt geacht voor de dood van een jonge zwarte man bij een routine verkeerscontrole. Het voorval werd gefilmd en op sociaal media gezet, en nadat dit breed wordt bekeken worden Ruzek en Atwater aangevallen in een politiegebouw. Dit zorgt ervoor dat Voight bang is dat dit van binnen uit het politiekorps komt. Ruzek en Atwater krijgen een heftige discussie over het hele gebeuren, en de verdachte agent blijft zeggen dat hij uit zelfverdediging handelde. {{Episodelijst | EpisodeNummer = 157 | EpisodeNummer2 = 9 | Titel = Impossible Dream | Overig1 = Charles S. Carroll | Overig2 = Rick Eid Gavin Harris | Overig3 = Keith Machekanyanga - Damari Evans Jahkil Naeem Jackson - Theo Evans Leopold Manswell - Quincy Barrett Bradford S. Stevens - Bob Hayes | OrigineleAirDate = 17 maart 2021 | KorteBeschrijving = Wanneer een lokale winkeleigenaar in koelen bloede door een bendelid wordt vermoord, vraagt Miller aan Voight dat hij agent Cooper inzet als [[undercover gaan{undercover]] gebruikt om de dader op te pakken. Dan blijkt dat Cooper sympathie voor de dader begint te krijgen nadat de deze persoonlijke verhalen over zijn leven vertelt. Het wordt voor Atwater persoonlijk wanneer hij weer de straat opgaat waar hij als straatagent zijn carrière begon. }} |
| 158 | 10 | The Radical Truth | Lisa Demaine | Scott Gold | Matt DeCaro - Benny Chike Johnson - rechercheur Joe Rachel Cerda - FBI-agente Julia Cortes Ken Bradley - Duff | 31 maart 2021 |                     |                    |                          |                              |                                 | |                                  | |
| Wanneer een bende de vader van Ruzek ontvoert om zo de identiteit op te eisen van een politie informant voor zijn leven komt het team in actie. Het team moet nu een manier vinden om de vader te redden zonder de identiteit van de informant te onthullen. Tijdens het onderzoek ontdekt Ruzek een donker geheim over zijn vader, en dat dit zijn carrière kan schaden. Een plotselinge ontwikkeling in de zaak veroorzaakt een breuk in de relatie tussen Ruzek en Burgess. | | | | | | |                     |                    |                          |                              |                                 | |                                  | |
| 159 | 11 | Signs of Violence | Bethany Rooney | Gwen Sigan | Kelsey Brennan - Jessica Hartley Shaya Harris - Annie Hartley Victor Holstein - Kurt Hartley Rafael Cabrera - Alejandro Hermanez | 7 april 2021 |                     |                    |                          |                              |                                 | |                                  | |
| Wanneer een familie met een verleden van huiselijk geweld en financiële misstanden ineens verdwenen is gaat het team op onderzoek uit. Deze zaak brengt bij Upton pijnlijke herinneringen boven uit haar kindertijd, en krijgt moeite met hoe Voight deze zaak wil oplossen. De relatie tussen Halstead en Upton raakt in een patstelling wanneer Upton de gevoelens van Halstead moeilijk kan beantwoorden. | | | | | | |                     |                    |                          |                              |                                 | |                                  | |
| 160 | 12 | Due Process | Guy Ferland | Rick Eid Gavin Harris | Shirley Rumierk - Lisa Martinez Alex Diehl - Kenny Rose David Lind - Caleb Hoff Jon Jordan - Ben Larson Mahmoud Alshaikh - John Eakin | 21 april 2021 |                     |                    |                          |                              |                                 | |                                  | |
| Wanneer een serieverkrachter diverse moorden pleegt zonder bewijzen achter te laten gaat het team op onderzoek uit. Miller eist dat de politie het onderzoek volgens de regels doet, en dit zorgt ervoor dat Voight zijn uiterste best moet doen om zijn oude werkgewoontes te onderdrukken. Miller vraagt Voight om een geschorste rechercheur in zijn team op te nemen die het originele onderzoek naar de serieverkrachter heeft geleid, maar later krijgt Voight vermoedens dat de rechercheur te veel bij het onderzoek betrokken is. | | | | | | |                     |                    |                          |                              |                                 | |                                  | |
| 161 | 13 | Trouble Dolls | John Polson | Scott Gold | Alessandra Sierra - Karla de Leon Michael Wollner - Bruce Wegner Adenike Thomas - Alanah Mercer Jonathan Duran - Alex Alonzo | 5 mei 2021 |                     |                    |                          |                              |                                 | |                                  | |
| Wanneer een zwangere jonge vrouw, die ook betrokken lijkt te zijn bij een illegale nepadoptie, brutaal wordt vermoord gaat het team op onderzoek uit. Burgess moet ondertussen een beslissing maken over wie er verantwoordelijk wordt over Makayla wanneer er iets met haar gebeurd. | | | | | | |                     |                    |                          |                              |                                 | |                                  | |
| 162 | 14 | Safe | S.J. Main Muñoz | Gavin Harris | Adam Busch - Jeff Tolan Martin Martinez - Miguel Almonte Alexandra Wright - Megan Harper Christian Ortega - Tom 'Blaster' Bosatta | 12 mei 2021 |                     |                    |                          |                              |                                 | |                                  | |
| Wanneer er diverse brutale huisovervallen worden gepleegd gaat het team op onderzoek uit. Upton vraagt zich af of haar relatie met Halstead invloed heeft op haar politiewerk, en wil zich nu volledig in deze zaak zetten om zich te bewijzen. Voight begint vermoedens te krijgen dat Halstead en Upton een romantische relatie hebben. | | | | | | |                     |                    |                          |                              |                                 | |                                  | |
| 163 | 15 | The Right Thing | Vince Misiano | Rick Eid Gwen Sigan | Anthony Goes - Kent Darby Branden Cook - Darrell Miller Maisie Merlock - Sasha Michael Maize - Roy Walton | 19 mei 2021 |                     |                    |                          |                              |                                 | |                                  | |
| Een poging om een politie informant uit een drugsschuld te helpen, leidt dit onbedoeld tot een grote clandestiene criminele operatie. Terwijl het team dit onderzoekt en de operatie proberen te sluiten botsen Voight en Miller over hun ideeën hierover, want Miller wil dat iedereen zich aan de nieuwe politie richtlijnen houdt. Wanneer iemand in de kringen van Miller bedreigd wordt, dan begint zij zich af te vragen of deze richtlijnen wel altijd de goede keus is. Tijdens het onderzoek van het team raakt Burgess ernstig gewond. | | | | | | |                     |                    |                          |                              |                                 | |                                  | |
| 164 | 16 | The Other Side | Chad Saxton | Rick Eid Gwen Sigan | Anthony Goes - Kent Darby Michael Maize - Roy Walton Stan Adams - Tim Hardy George C. Owens - Brad Bill Kalinak - Mark | 26 mei 2021 |                     |                    |                          |                              |                                 | |                                  | |
| Tijdens het onderzoek is Burgess mishandeld en ontvoert, en het team moet nu alles op alles zetten om haar te redden voordat het te laat is. De gemoederen raken verhit, en dit zorgt ervoor dat Ruzek en Atwater elkaar te lijf gaan wanneer zij het niet eens worden over de manier van handelen. Ondertussen probeert Burgess in leven te blijven nadat zij is neergeschoten en voor dood is achtergelaten. Voight overschrijdt een gevaarlijke grens in zijn vastbeslotenheid om haar te vinden. | | | | | | |                     |                    |                          |                              |                                 | |                                  | |